# Keratsini-Drapetsona
Keratsini-Drapetsona (em grego:  Κερατσίνι-Δραπετσώνα) é um município da Unidade Regional do Pireu, Ática, Grécia. A sede do município é a cidade de Keratsini. O município tem uma área de 9.326 quilômetros quadrados.
O município foi formado na reforma do governo local de 2011 pela fusão de dois ex-municípios, Drapetsona e Keratsini, que se tornaram unidades municipais.